# Ліпопротеїнліпаза
LPL (англ. Lipoprotein lipase) – білок, який кодується однойменним геном, розташованим у людей на короткому плечі 8-ї хромосоми. Довжина поліпептидного ланцюга білка становить 475 амінокислот, а молекулярна маса — 53 162.
| 10         |  | 20         |  | 30         |  | 40         |  | 50         |
| ---------- |  | ---------- |  | ---------- |  | ---------- |  | ---------- |
| MESKALLVLT |  | LAVWLQSLTA |  | SRGGVAAADQ |  | RRDFIDIESK |  | FALRTPEDTA |
| EDTCHLIPGV |  | AESVATCHFN |  | HSSKTFMVIH |  | GWTVTGMYES |  | WVPKLVAALY |
| KREPDSNVIV |  | VDWLSRAQEH |  | YPVSAGYTKL |  | VGQDVARFIN |  | WMEEEFNYPL |
| DNVHLLGYSL |  | GAHAAGIAGS |  | LTNKKVNRIT |  | GLDPAGPNFE |  | YAEAPSRLSP |
| DDADFVDVLH |  | TFTRGSPGRS |  | IGIQKPVGHV |  | DIYPNGGTFQ |  | PGCNIGEAIR |
| VIAERGLGDV |  | DQLVKCSHER |  | SIHLFIDSLL |  | NEENPSKAYR |  | CSSKEAFEKG |
| LCLSCRKNRC |  | NNLGYEINKV |  | RAKRSSKMYL |  | KTRSQMPYKV |  | FHYQVKIHFS |
| GTESETHTNQ |  | AFEISLYGTV |  | AESENIPFTL |  | PEVSTNKTYS |  | FLIYTEVDIG |
| ELLMLKLKWK |  | SDSYFSWSDW |  | WSSPGFAIQK |  | IRVKAGETQK |  | KVIFCSREKV |
| SHLQKGKAPA |  | VFVKCHDKSL |  | NKKSG      |  |            |  |            |

A: Аланін

C: Цистеїн

D: Аспарагінова кислота

E: Глутамінова кислота

F: Фенілаланін

G: Гліцин

H: Гістидин

I: Ізолейцин

K: Лізин

L: Лейцин

M: Метіонін

N: Аспарагін

P: Пролін

Q: Глутамін

R: Аргінін

S: Серин

T: Треонін

V: Валін

W: Триптофан

Кодований геном білок за функцією належить до гідролаз. 
Задіяний у таких біологічних процесах, як метаболізм ліпідів, деградація ліпідів. 
Білок має сайт для зв'язування з молекулою гепарину. 
Локалізований у клітинній мембрані, мембрані.
Також секретований назовні.